# Staatsanwaltschaft Hechingen
Die Staatsanwaltschaft Hechingen ist als Strafverfolgungsbehörde zuständig für den Bezirk des Landgerichts Hechingen. Sie hat ihren Sitz in Hechingen im Zollernalbkreis in Baden-Württemberg.

## Aufgaben und Zuständigkeit
Entsprechend der Zuständigkeit des Landgerichts Hechingen umfasst der Bezirk der Staatsanwaltschaft die Bezirke der Amtsgerichte Albstadt, Balingen, Hechingen und Sigmaringen. Im Zuständigkeitsbereich wohnen rund 275.000 Personen. Der Bezirk erstreckt sich zum einen auf das Gebiet des Zollernalbkreises, zum anderen auf Teile des Landkreises Sigmaringen. Nach der Evaluierung der Polizeireform in Baden-Württemberg werden seit dem 1. Januar 2010 die Ermittlungen der Polizei Baden-Württembergs durch die im Zuständigkeitsbereich des Polizeipräsidiums Reutlingen (früher Tuttlingen) bzw. Ravensburg (früher Konstanz) angesiedelten Dienststellen vorgenommen.
Die Staatsanwaltschaft Hechingen ist der Generalstaatsanwaltschaft in Stuttgart unterstellt (§ 147GVG).
Bei der Staatsanwaltschaft Hechingen sind derzeit (Januar 2024) ein Leitender Oberstaatsanwalt, ein Oberstaatsanwalt und eine Oberstaatsanwältin, vier Erste Staatsanwältinnen und Erste Staatsanwälte, 11 Staatsanwältinnen und Staatsanwälte sowie eine Amtsanwältin als Strafverfolger tätig. Insgesamt sind bei der Staatsanwaltschaft Hechingen über 40 Personen beschäftigt. Gemäß dem Organisationsstatut der Staatsanwaltschaften (Verwaltungsvorschrift des Ministeriums der Justiz und für Migration Baden-Württemberg) ist die Staatsanwaltschaft Hechingen als Justizbehörde in drei Ermittlungsabteilungen (habt. I, II und IV), eine Vollstreckungsabteilung (Abt. III) sowie eine Verwaltungsabteilung gegliedert. Die Ermittlungsabteilungen sind (sachlich) für bestimmte Gebiete des Strafrechts oder örtlich zuständig.
Als Behördenleiter waren Leitender Oberstaatsanwalt Hans Heinz Grob von 1968 bis 1970 und Leitender Oberstaatsanwalt Herbert Mayer von 1997 bis 1999 in Hechingen tätig.

## Aufgaben und Geschäftsentwicklung
Wie bei allen Staatsanwaltschaften in Baden-Württemberg sind jährliche Schwankungen des Geschäftsanfalls zu verzeichnen, in den letzten Jahren haben sich jedoch steigende Zahlen ergeben. Die Eingänge haben sich im Jahr 2019 bis 2021 mit über 11.000 Strafermittlungsverfahren gegen namentlich bekannte Beschuldigte (sog. Js-Verfahren) auf einem hohen Niveau eingependelt. 2022 und 2023 wurden deutliche Zunahmen der Verfahren verzeichnet.
Hinzu kommen Verfahren wegen Ordnungswidrigkeiten und Verfahren gegen unbekannte Täter (sog. UJs-Verfahren). 2023 ergab sich folgende Verteilung:
| Verfahren                    | Anteil |       |
| ---------------------------- | ------ | ----- |
| gegen bekannte Täter (Js)    | 14.871 |       |
| gegen unbekannte Täter (UJs) | 7.869  |       |
| wegen Ordnungswidrigkeiten   | 971    | 100 % |
| – darunter Verkehrssachen    | 852    | 87 %  |

Aus den Js-Verfahren (100 %) sind – im Wesentlichen den Vorjahren entsprechend – folgende Schwerpunkte hervorzuheben:
| Tatvorwurf / Deliktstyp       | Anteil |
| ----------------------------- | ------ |
| vorsätzliche Körperverletzung | 9 %    |
| Diebstahl, Unterschlagung     | 10 %   |
| Betrug, Untreue               | 16 %   |
| Verkehrsstrafsachen           | 17 %   |
| Betäubungsmittelkriminalität  | 7 %    |
| Geldwäsche                    | 3 %    |

Im Jahr 2023 wurden 14.762 Verfahren erledigt. In rund 19 % der Verfahren wurde Anklage erhoben bzw. eine gerichtliche Entscheidung (v. a. Strafbefehl) beantragt.
Die Verfahrenserledigungen verteilten sich (personenbezogen) im Wesentlichen auf:
| Erledigungsart                                  | Anteil |
| ----------------------------------------------- | ------ |
| Anklagen zum Landgericht                        | 0,3 %  |
| Anklagen zu den Amtsgerichten                   | 5,0 %  |
| Strafbefehlsanträge (an Amtsgerichte)           | 11,3 % |
|                                                 |        |
| Verfahrenseinstellungen                         |        |
| – mit Auflagen (§ 153a StPO)                    | 3,0 %  |
| – bei Jugendlichen / Heranwachsenden (§ 45 JGG) | 2,6 %  |
| – wegen Geringfügigkeit (§ 153 StPO)            | 9,7 %  |
| – bei unwesentlicher Nebenstraftat (§ 154 StPO) | 5,3 %  |
| – kein Tatnachweis (§ 170 Abs. 2 StPO)          | 29,4 % |

Soweit Verfahren mit der Auflage eingestellt wurden, einen Geldbetrag zu zahlen (sog. Bußgelder), flossen gemeinnützigen Einrichtungen und zu einem geringeren Teil der Staatskasse erhebliche Beträge zu.
Ein Verfahren dauert bei der Staatsanwaltschaft Hechingen durchschnittlich 1,5 Monate.
Die Staatsanwaltschaft Hechingen vollstreckt die Entscheidungen der Strafgerichte. Zudem vollstreckt sie gerichtliche Geldbußen, Ordnungs- oder Zwangsgelder, den Wertersatz (bei eingezogenen Gegenständen) sowie die Erzwingungshaft. In Verfahren nach dem JGG ist dagegen der Jugendrichter gleichzeitig Vollstreckungsleiter. Die folgend genannten Zahlen der Staatsanwaltschaft Hechingen für das Jahr 2021 entsprechen im Wesentlichen dem langjährigen Mittel:
| Strafvollstreckung (Zahl der Personen, gegen die eine Vollstreckung eingeleitet wurde: 2.775) |      |
| --------------------------------------------------------------------------------------------- | ---- |
| – Freiheitsstrafe ohne Bewährung (Haft)                                                       | 2 %  |
| – Freiheitsstrafe mit Bewährung                                                               | 7 %  |
| – Geldstrafe                                                                                  | 56 % |

## Unterbringung

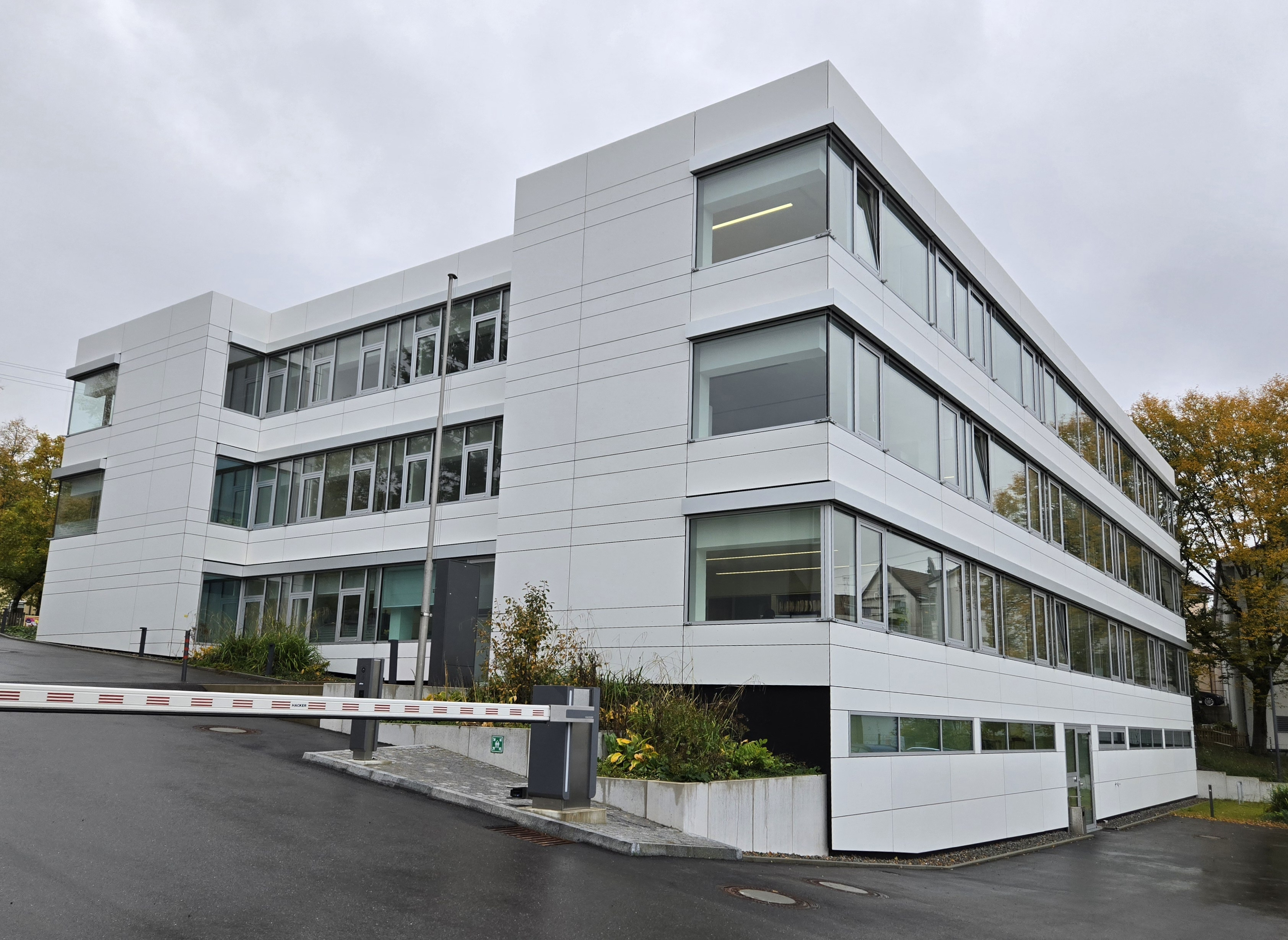
Seit 2024 Sitz der Staatsanwaltschaft: Ehemaliges Vermessungsamt

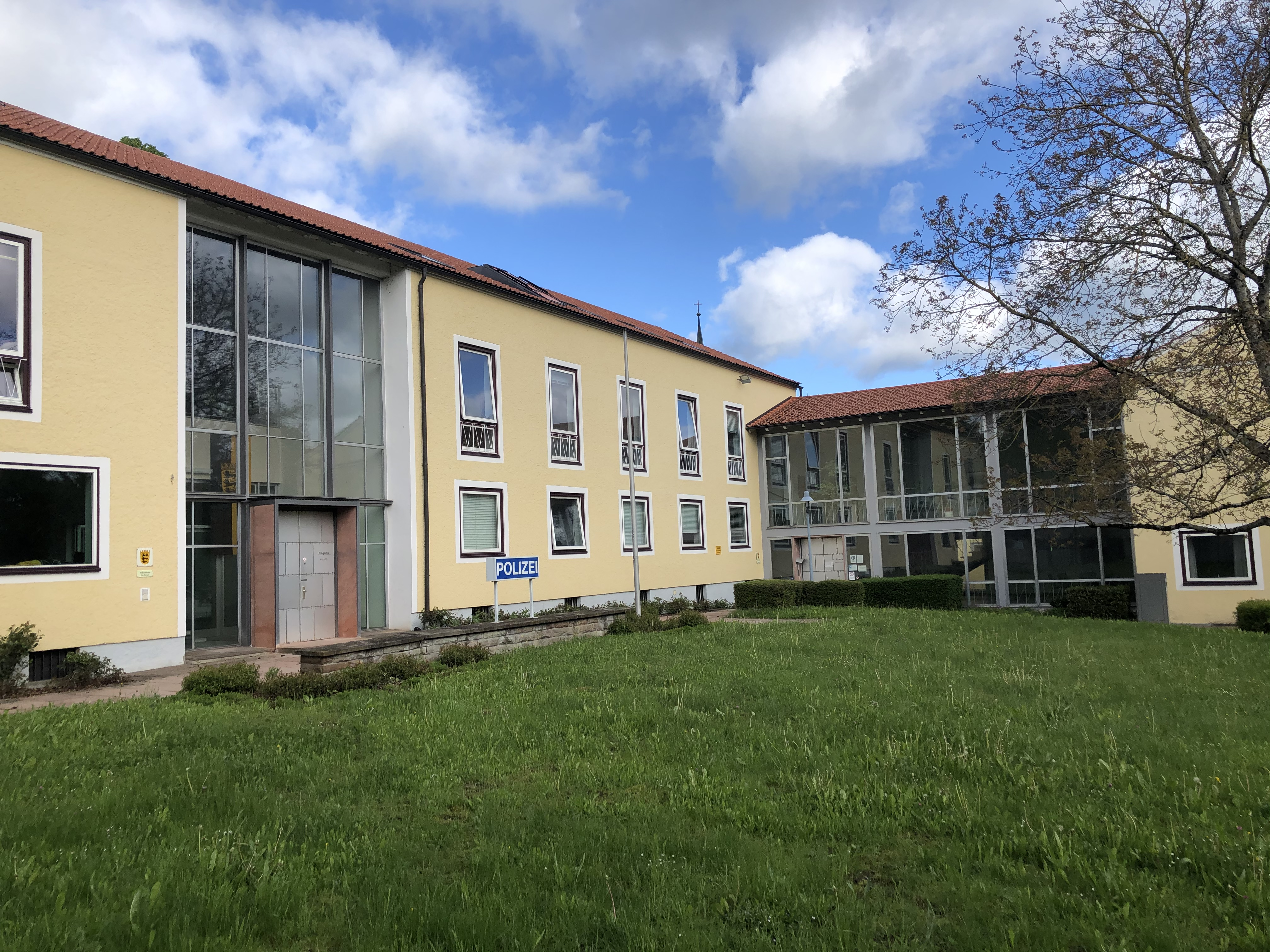
Als Landratsamt gebaut, dann bis 2024 Sitz von Polizei und Staatsanwaltschaft, jetzt Ausbildungszentrum für Justizfachangestellte

Die Staatsanwaltschaft war bis zum Jahr 2024 in Hechingen in einem Teil des Gebäudes des früheren Landratsamtes des Landkreises Hechingen untergebracht, das nunmehr vom Ausbildungszentrum für Justizfachangestellte des Landgerichts Hechingen genutzt wird. Zum 15. April 2024 bezog die Behörde das nach neuesten Standards umgebaute Dienst-Gebäude Fürstin-Eugenie-Straße 3 in Hechingen. Das frühere Vermessungsamt wurde mit einem Aufwand von rund 6,5 Mio. Euro grundlegend saniert.